# Symphonie no 4 de Piston
Pour les articles homonymes, voir Symphonie no 4.
La Symphonie no 4 a été écrite par Walter Piston en 1950.

## Historique
Piston a composé sa quatrième symphonie sur commande de l'Université du Minnesota pour marquer le centenaire de la fondation de l'université l'année suivante. La symphonie a été créée par le Minneapolis Symphony Orchestra sous la direction d'Antal Doráti le 30 mars 1951.

## Orchestration
| Instrumentation de la quatrième symphonie                                              |
| Cordes                                                                                 |
| premiers violons, seconds violons, altos, violoncelles, contrebasses 2 harpes          |
| Bois                                                                                   |
| 2 flûtes, 1 piccolo 2 hautbois , 1 cor anglais 2 clarinettes en si, 1 clarinette basse |
| Cuivres                                                                                |
| 4 cors en fa, 3 trompettes en ut, 3 trombones , 1 tuba                                 |
| Percussions                                                                            |
| timbales, triangle, cymbales, wood-block, caisse claire, grosse caisse                 |

## Structure
L'œuvre est en quatre mouvements:
1. Piacevole (la blanche à 84)
2. Ballando (la noire à 132)
3. Contemplativo (la croche à 92)
4. Energico (la noire pointée à 120)

L'œuvre dure environ 25 minutes.
Le premier mouvement commence par une mélodie de deux octaves très fluide aux violons, s'opposant à un thème chromatique à la clarinette. Le deuxième mouvement est un mouvement de « danse » sous forme rondo, avec des mesures irrégulières (3/4, 7/8, 5/8, 2/4, etc), en alternance avec une valse 6/8 et un thème dynamique qui « rappelle des violoneux du pays ». Le contemplativo se développe à partir d'un thème d'ouverture presque entièrement atonal dans un climax explosif. Le final est de forme sonate, avec le premier thème fortement rythmique, et le second (au hautbois) plus cantabile. Le développement est court, et conduit par un retour du deuxième thème donné par les violons à une fin exubérante construite sur le premier thème.